# 奧克蘭縣
奥克兰县（英語：Oakland County）是美国密西根州的一個郡，建於1819年1月12日，面積2,352平方公里。2020年的人口統計為127萬4,395人。縣治龐蒂亞克。

## 城市
- 龐蒂亞克
- 特洛伊